# Bodo Ramelow
Bodo Ramelow (Osterholz-Scharmbeck, 1956. február 16. –) német politikus, 2014-től – kisebb megszakítással – Türingia miniszterelnöke.

## Élete
Németország nyugati felében, egy alsó-szászországi kisvárosban, Osterholz-Scharmbeckben született 1956-ban. Középiskolai tanulmányait félbeszakítva kereskedőtanulónak állt a Kaufhof áruházba, nem sokkal később leérettségizett. Elvégezte a kereskedelmi főiskolát (1977), majd szakoktató lett.
1981-től tisztséget vállalt a kereskedelmi dolgozók szakszervezetében, majd az 1990-es újraegyesítés után Türingiába küldték, ahol a tartományi szakszervezetek elnökévé választották. 1999-ben – Gregor Gysi pártelnök rábeszélésére – belépett a Demokratikus Szocializmus Pártba (PDS), a későbbi Baloldali Pártba, s ugyanebben az évben beválasztották a türingiai parlamentbe. 2001-ig a PDS frakcióvezető-helyettese volt, majd a képviselőcsoport első embere lett, 2003-ban pedig a párt tartományi kormányfőjelöltjének jelölték. 2005 és 2009 között a a német szövetségi parlament, a Bundestag tagja volt és pártja képviselőcsoportjának alelnöke, 2001 és 2005, valamint 2009 és 2014 között a 	Baloldali Párt frakcióvezetője volt a tartományi parlamentben.
2014-ben, a szeptemberi tartományi választáson pártja a második helyen végzett a kereszténydemokrata CDU mögött, az év végén pedig a türingiai tartományi gyűlés, a Landtag – szociáldemokrata (SPD) és zöld koalíciós partereivel együttműködve – miniszterelnöké választotta.